# Tverrseten
Tverrseten är ett bergspass i Antarktis. Det ligger i Östantarktis. Norge gör anspråk på området. Tverrseten ligger 2 153 meter över havet.
Terrängen runt Tverrseten är bergig, och sluttar norrut. Trakten är obefolkad. Det finns inga samhällen i närheten. 